# 골담초
골담초(--草)는 콩과에 딸린 갈잎떨기나무이다. 중국이 원산지이며 경기도 이남의 산중턱의 양지에서 잘 자란다.
원산지가 중국인 것으로 알려져 있으나 우리나라에서도 군락지가 경북 및 중부지방의 산지에서 발견되어 원산지로 들고 있다.

## 생태
키는 1~2m쯤이며, 더부룩하게 나고 잔가시가 많다. 잎은 깃꼴겹잎이고, 잔잎은 넓은 타원 모양이다. 봄에 황색에서 적황색으로 변하는 길이 2.5cm~3cm인 나비 모양의 누른 꽃이 잎겨드랑이에서 하나씩 핀다.
비옥한 사질양토에서 잘 자라나 토박지에서도 잘 자란다. 튼튼하고 내한성과 내건성이 강하며 생장이 빠르고 위로 자란다. 양수이나 반그늘에서도 잘 견딘다. 내조성이 강하여 해변이나 공해가 심한 도심지에서도 잘 자란다. 잎은 홀수깃모양겹잎으로 2쌍씩 붙어 있고 어긋나기하며 엽축 끝은 대개 가시로 되고 소엽은 4개로서 거꿀달걀모양 또는 타원형이며 두껍고 미요두 또는 원두이며길이 1~3cm로서 표면은 진록색이고 광택이 나며 뒷면은 회록색에 털이 없다. 탁엽은 길이가 4~8mm로 가시로 변한다. 꽃은 5월에 피고 단생하며 길이가 2.5~3m로서 처음에는 황색으로 피어 후에 적황색으로 변하고, 아래로 늘어져 핀다. 화경은 길이 1cm정도로 중앙부에 한 개의 환절이 있다. 꽃받침은 종 모양으로 갈색 털이 약간있다. 기꽃잎은 좁고 긴 거꿀달걀모양이며 미요두이고 상반부는 황적색, 하반부는 연한 황색이며 날개꽃잎은 황색이고 용골꽃잎은 연한 황색 또는 연한 황갈색이다. 열매는 길이가 3~3.5cm로서 원주형이고 털이 없으며 9월에 익지만 결실이 드물다. 줄기는 위를 향한 가지는 사방으로 늘어져 자란다. 가지는 5개의 능선이 있고 회갈색이며 털이 없고 가시가 있다. 뿌리는 잔뿌리가 길게 자란다.

## 쓰임새
사찰이나 마을에서 관상용으로 재배하며 뿌리는 한약재로 쓴다.
꽃이 아름답고 잎의 모양이 기이하여 정원수나 공원수로 이용하고 생울타리로 유망한 수종이다. 도로변 절개지용으로 이용하며 뿌리는 술에 담가 신경통약으로 이용한다.

## 사진

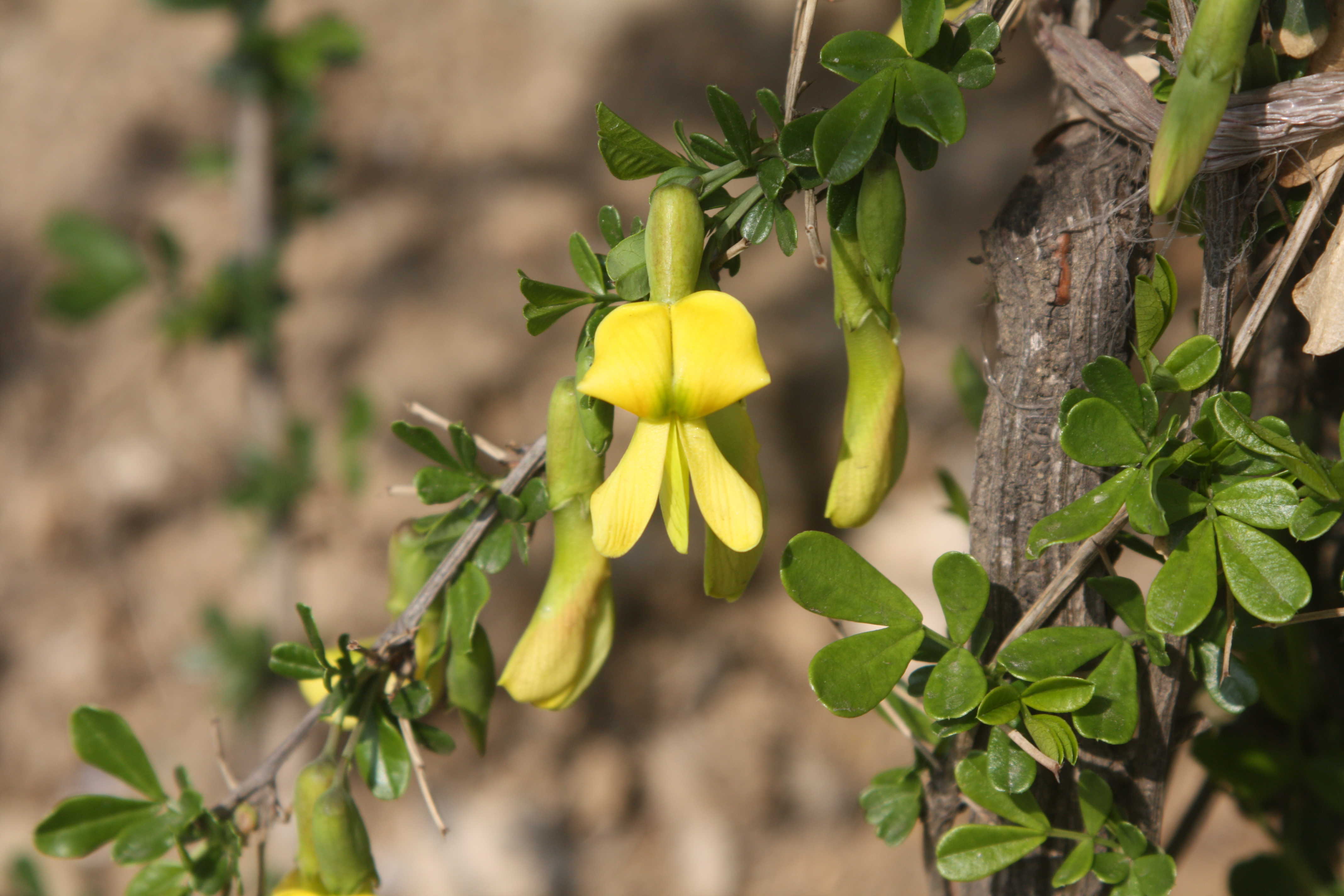
꽃
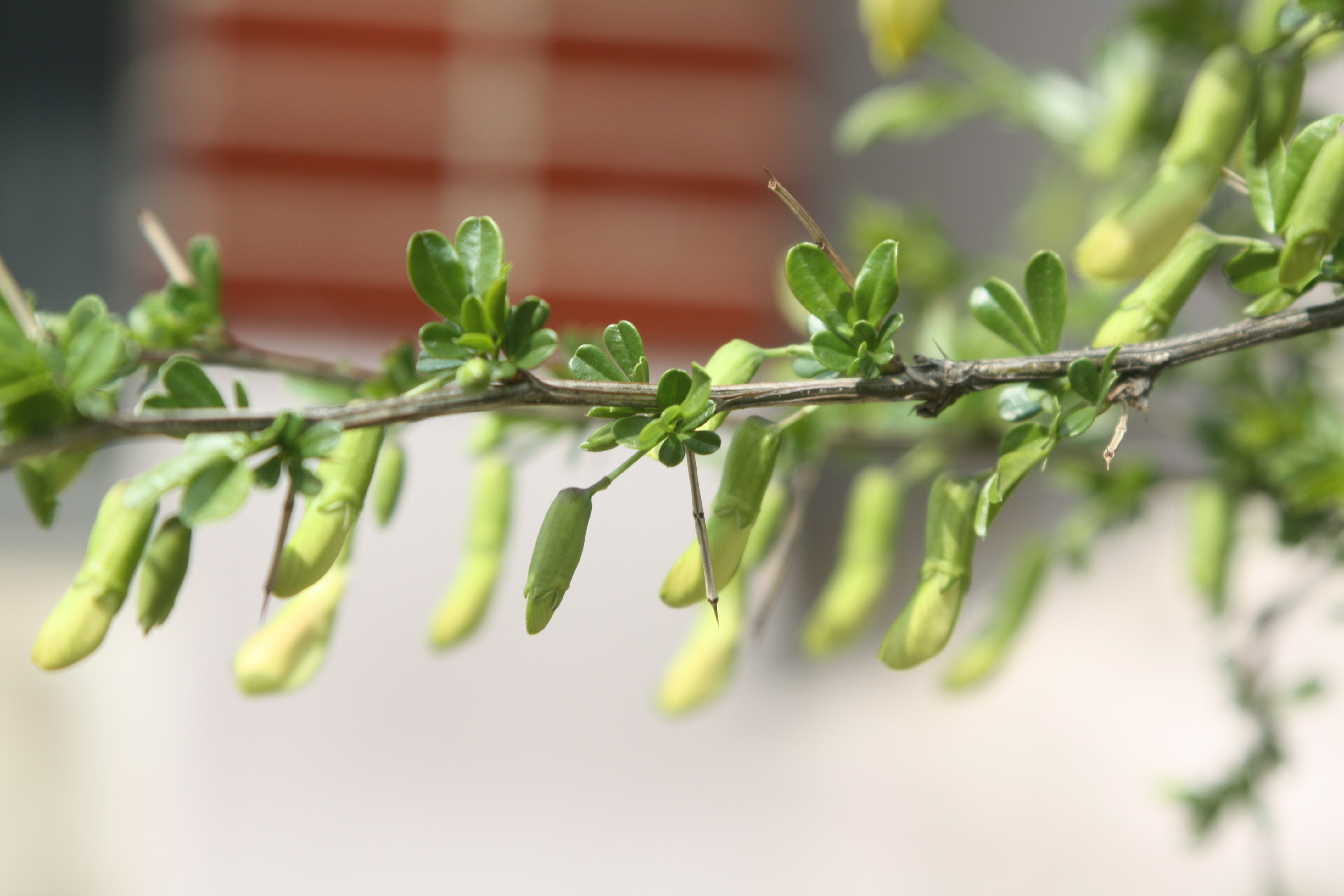
꽃봉오리와 가지에 난 가시
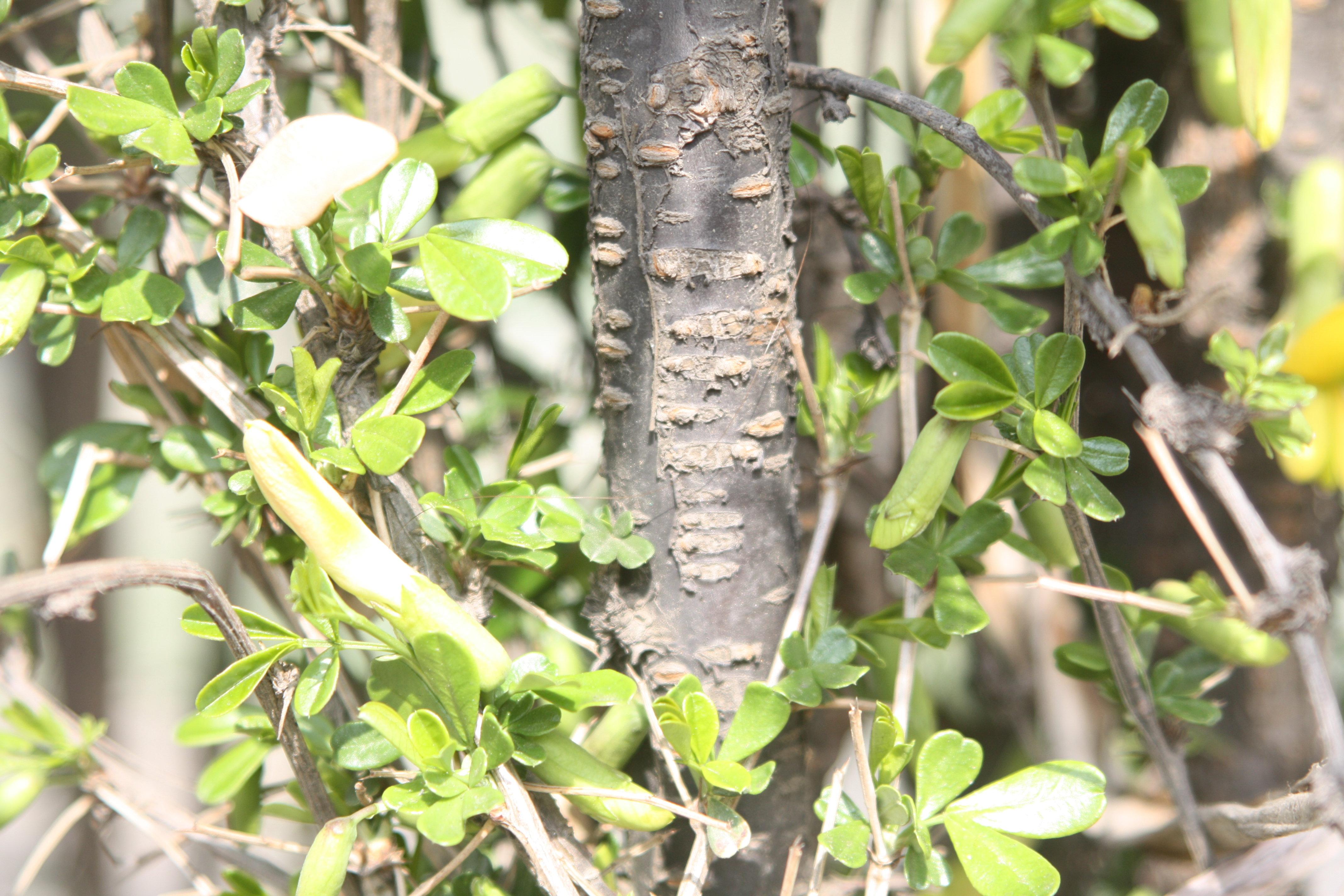
줄기